# Пламмер (місячний кратер)
Кратер Пламмер (лат. Plummer) — великий давній ударний кратер у південній півкулі зворотного боку Місяця. Назву присвоєно на честь британського й ірландського астронома Генрі Пламмера (1875—1946) і затверджено Міжнародним астрономічним союзом 1970 року. Утворення кратера відносять до нектарського періоду.

## Опис кратера

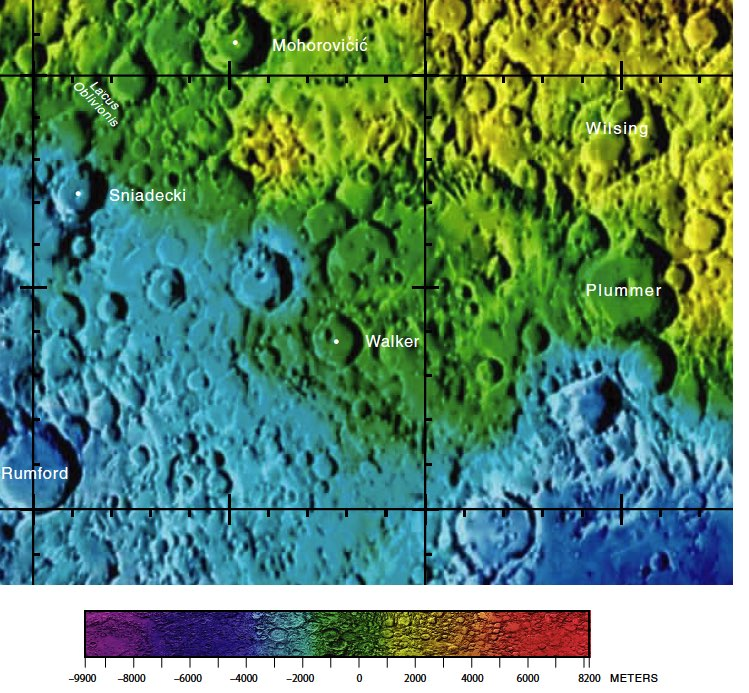
Околиці кратера Пламмер. Фрагмент карти зворотного боку Місяця.

Кратер Пламмер розташований у північній частині внутрішнього валу басейну Південний полюс — Ейткен. Найближчими сусідами кратера є кратер Вокер на заході; кратер Вільзинг на півночі; кратер Баррінджер на південному сході і кратер Аполлон на півдні-південному-сході. Селенографічні координати центру кратера 24°37′ пд. ш. 154°52′ зх. д. / 24.62° пд. ш. 154.86° зх. д., діаметр 75,7 км, глибина 2,8 км.
Кратер має циркулярну форму і значно зруйнований. Вал згладжений, південна частина валу перекрита сателітним кратером Пламмер M, східна частина валу перекрита безіменним кратером; у свою чергу північно-західну частину валу частково перекриває сателітний кратер Пламмер W. Внутрішній схил валу зі згладженими залишками терасоподібної структури. Висота валу над навколишньою місцевістю досягає 1310 м, об'єм кратера становить приблизно 4800 км³. Дно чаші відносно рівне, поцятковане безліччю маленьких кратерів. Трохи на схід від центру чаші розташований згладжений округлий центральний пік.

## Сателітні кратери
| Пламмер | координати                                                  | Діаметр, км |
| ------- | ----------------------------------------------------------- | ----------- |
| C       | 23°18′ пд. ш. 152°57′ зх. д. / 23.3° пд. ш. 152.95° зх. д.  | 30,6        |
| M       | 26°20′ пд. ш. 154°38′ зх. д. / 26.34° пд. ш. 154.64° зх. д. | 38,6        |
| N       | 27°14′ пд. ш. 155°59′ зх. д. / 27.24° пд. ш. 155.99° зх. д. | 44,6        |
| R       | 25°43′ пд. ш. 157°19′ зх. д. / 25.72° пд. ш. 157.32° зх. д. | 19,2        |
| W       | 23°29′ пд. ш. 155°58′ зх. д. / 23.48° пд. ш. 155.97° зх. д. | 31,7        |

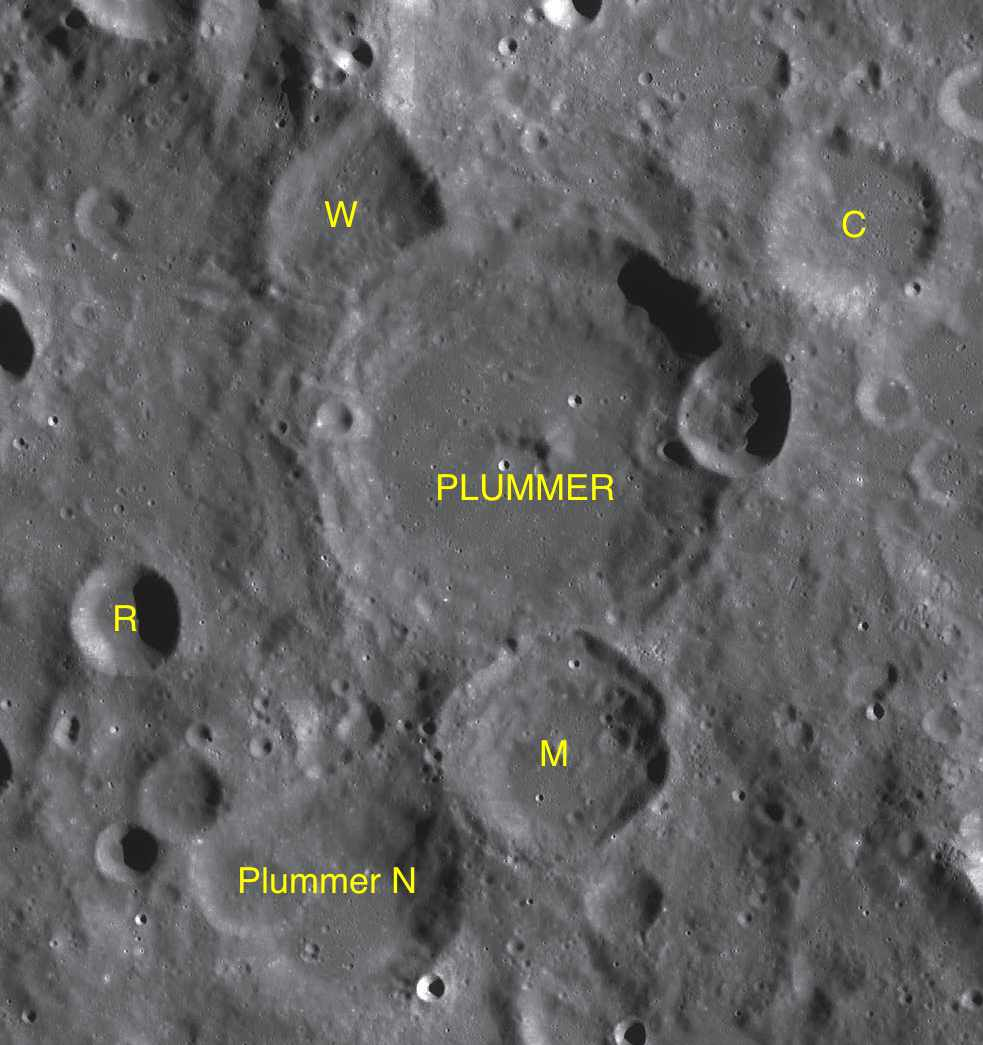
Фрагмент карти LAC-105.

- Утворення сателітного кратера Пламмер M відносять до пізньоімбрійського періоду[1].
- Утворення сателітного кратера Пламмер N відносять до нектарского періоду[1].